# Otros pueblos
Otros pueblos fue un programa de televisión, presentado y dirigido por el periodista Luis Pancorbo, que se emitió por Televisión española desde 1983 hasta 2010. Consta de 130 episodios distribuidos en 12 temporadas. La última temporada, titulada Otros pueblos: Fusiones, se estrenó en 2010, e incluye nueve capítulos de una hora de duración, grabados en Canadá, Ruanda, Armenia, India, Fiyi y Tayikistán. 

## Formato
Continuación del anterior programa del periodista, Objetivo, estrenado en 1981, Otros pueblos acerca a los espectadores, mediante documentales grabados sobre el terreno, la forma de vida, costumbres e idiosincrasia de naciones, ciudades o tribus alejadas y desconocidas para el público español. Su objetivo declarado es superar el etnocentrismo.

## Episodios
De entre las más de 130 nacionalidades y etnias visitadas, se pueden mencionar las siguientes:
| - Masáis - Japoneses - Ingleses - Hindús - Chinos - Venezolanos - Yanomamis | - Italianos - Pigmeos - Rusos - Kirguises - Fiyianos - Ugandeses - Uzbekos |

Temporada 1: Etnocentrismo; campas; ingleses; yanomamis; venezolanos; italianos; chinos; indios; japoneses; masaais; yezidis
Temporada 2: aborígenes australianos; huicholes; guineanos; quechuas; finlandeses; mexicanos; españoles; panameños; tuaregs; papúes; pigmeos
Temporada 3: 
Temporada 4: Namibia; gitanos del mar de Tailandia; islas Caimanes; Yap; montañeses de Nepal; Columbia británica
Temporada 5
Temporada 6: Madagascar - Isla Famadihana; beduinos; Nikko; el ojo del camello; la virgen y el cóndor; Lalibela; menonitas; Kataragana; Pera Hera; Kataragana, los dioses; Vudú
Temporada 7: La sal del tiempo; yemeníes del sur; machiguengas; Nusa Tenggara; Sumba
Temporada 8: Derviches de Konya; Fauna divina; Tuamotú; Eyasi; Hombres y lobos de mar; eclipse; galápagos del Ecuador; los caballos de Gengis Khan; el cráter mágico; tiburones y perlas
Temporada 9: Orang Ulu; Himalaya; ndebeles; Iban - Borneo; Makelula; cien mundos; Darjeeling; Port Vila; Livingstone - Zambia; Islas Marquesas; Arusha; Guayaquil; Ulan Bator (Mongolia); Haridwar; Malaca; Lesotho
Temporada 10: Kirguistán; la roca madre; Uzbekistán; Nilo Blanco; Fiyi; Kamchatka; Caribes de Dominica; Aitutaki; Rutas de la seda; Por la diversidad; Pastores kirguises
Temporada 11
Temporada 12: Dusambé (Tayikistán); Ruanda; Sogdiana; Fiyi

## Premios
- Premio Ondas (1986).
- Premio Finalista del Festival Internacional de Televisión y Cine de Nueva York (2007).
- Gran Premio Stork Nest de Programas de Televisión en el Festival "Green Wave" de Sofía (2007).